# Wołowik
Wołowik – część wsi Kobylany w Polsce, położona w województwie mazowieckim, w powiecie łosickim, w gminie Stara Kornica.
W latach 1975–1998 Wołowik należał administracyjnie do województwa bialskopodlaskiego.
Wierni kościoła rzymskokatolickiego  należą do Parafii św. Antoniego Padewskiego w Huszlewie